# STARTING OVER (稲垣潤一の曲)
「STARTING OVER」（スターティング・オーヴァー）とは、1997年5月21日リリースされた稲垣潤一35枚目のシングル。

## 収録曲
1. STARTING OVER
  - 作詞:山田ひろし、作曲:山崎利明、編曲：土方隆行
2. SONGS REMAIN THE SAME
  - 作詞:U-DAI、作曲:松本俊明、編曲：土方隆行